# 杜尤雷

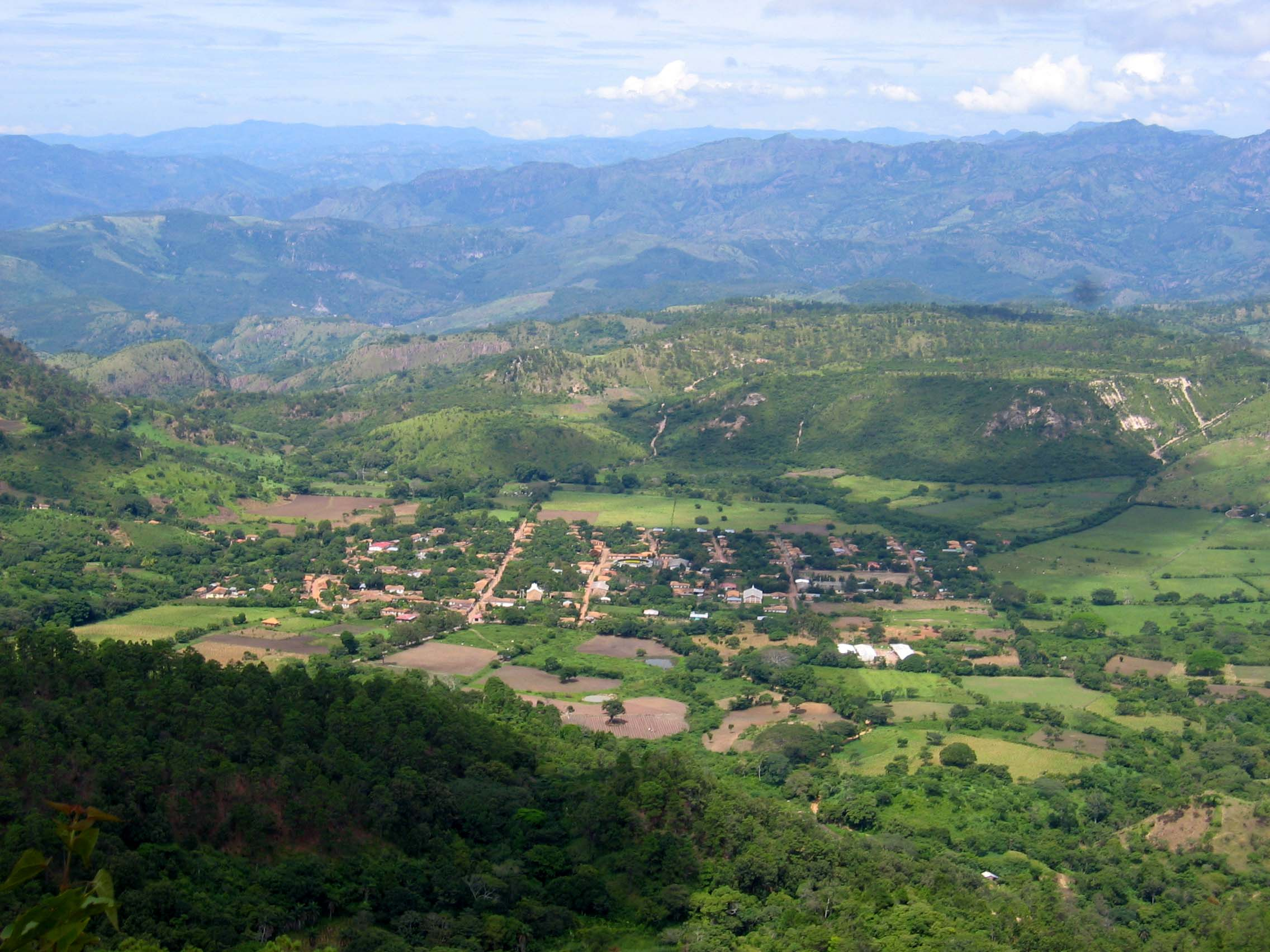

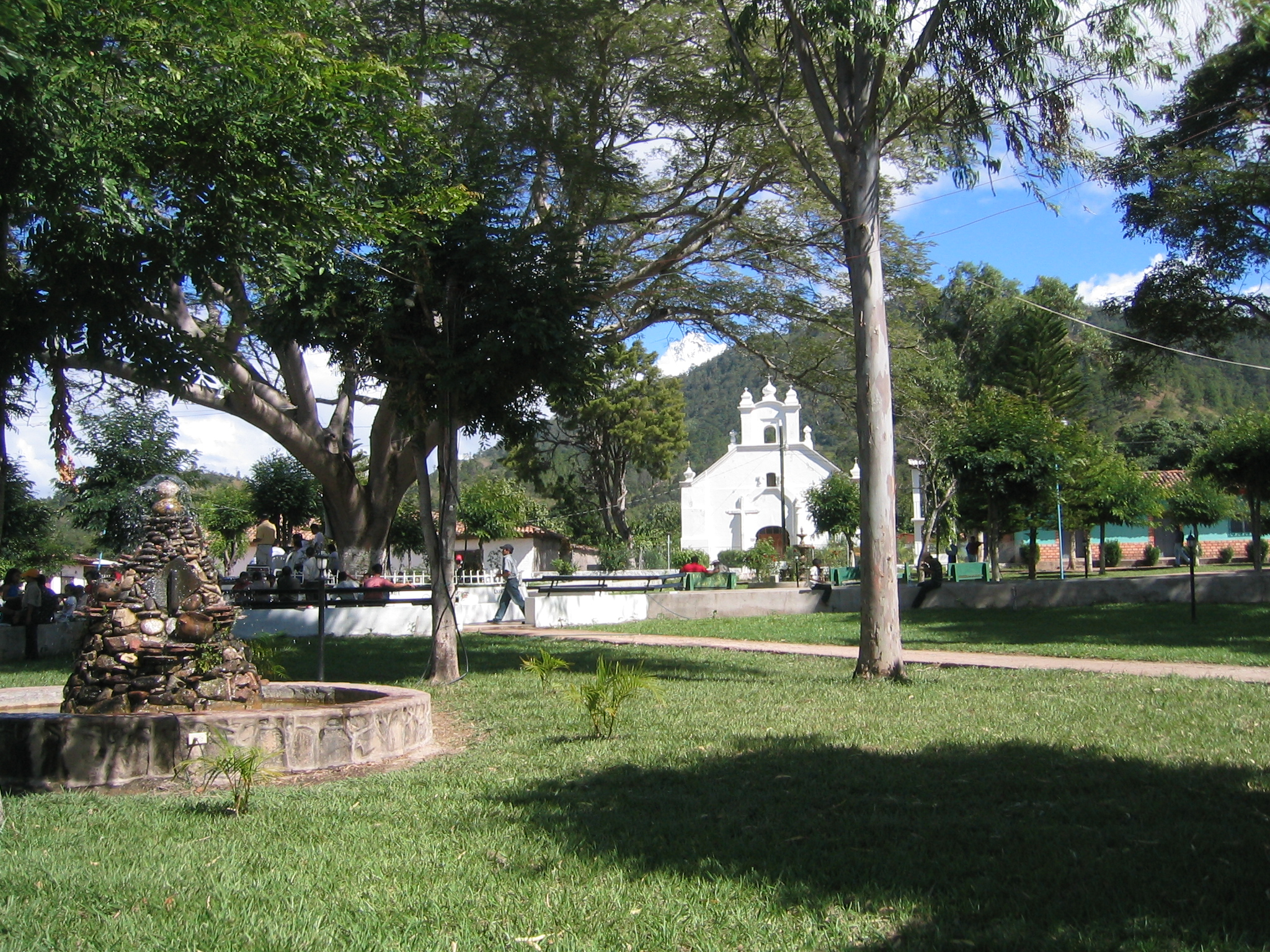

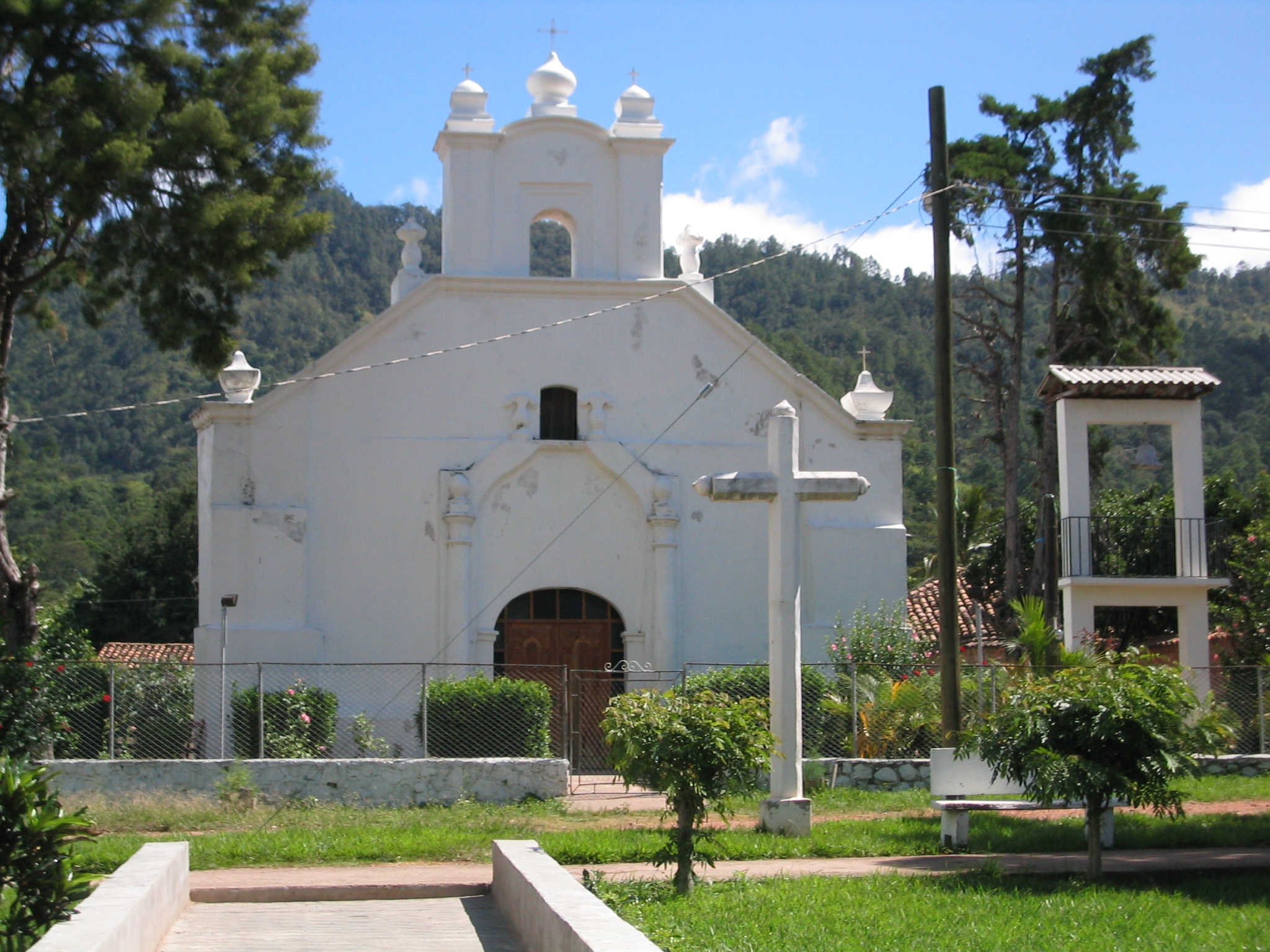

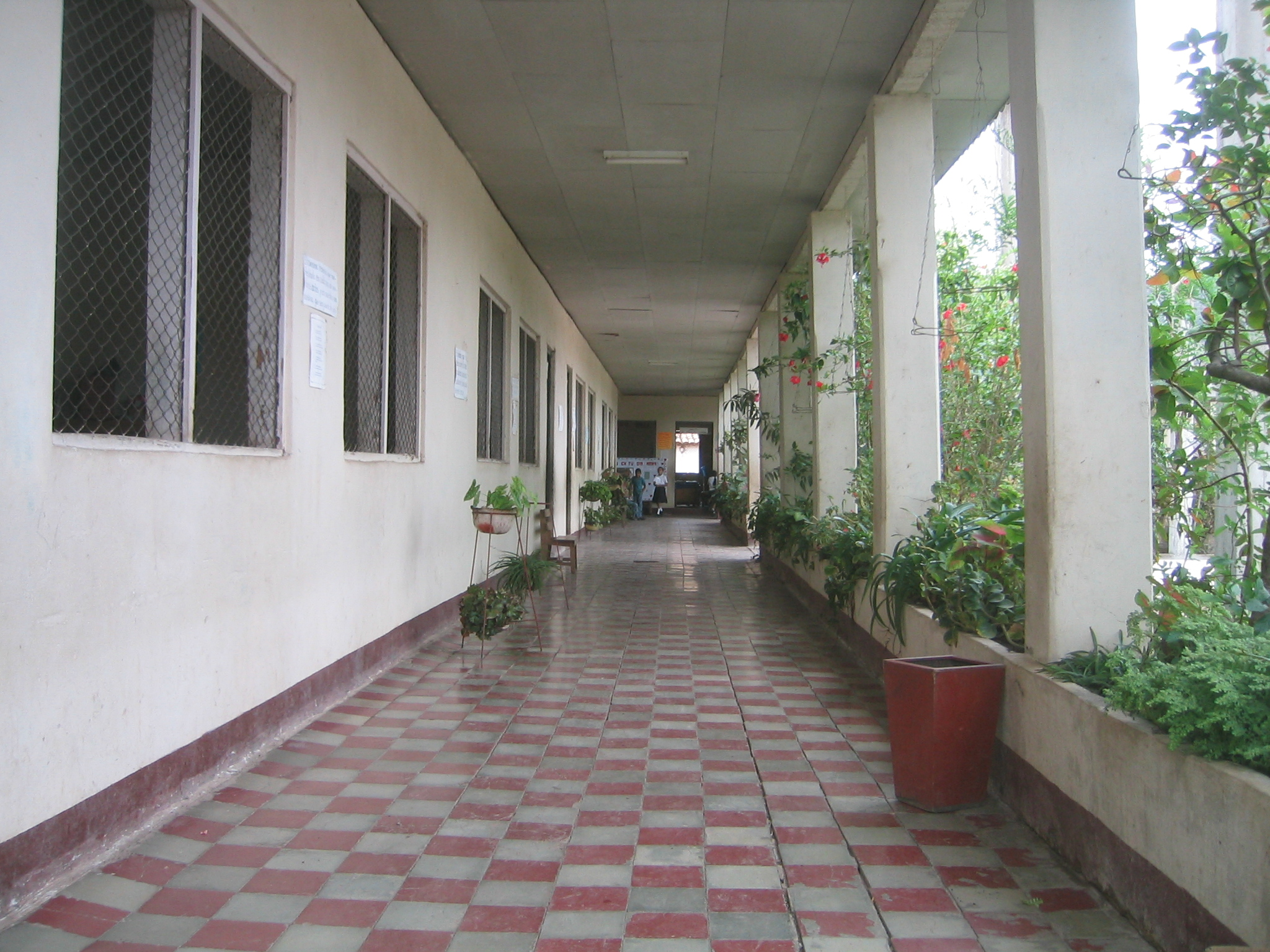

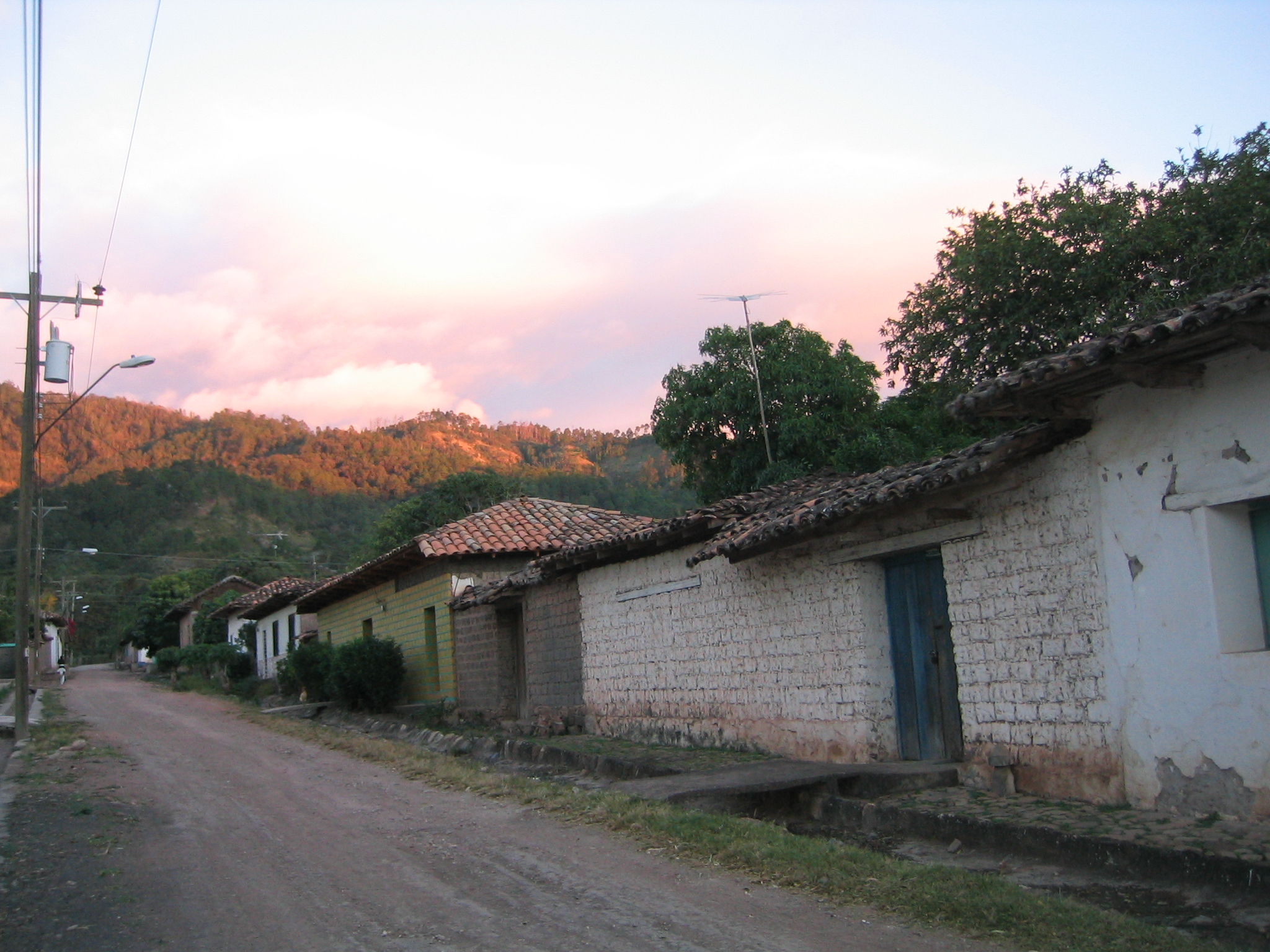

杜尤雷（西班牙語：Duyure），是洪都拉斯的城鎮，位於該國南部，由喬盧特卡省負責管轄，面積105.50平方公里，海拔高度820米，2001年人口2,753，人口密度每平方公里26.09人。